# Paradies (Hörlitz)

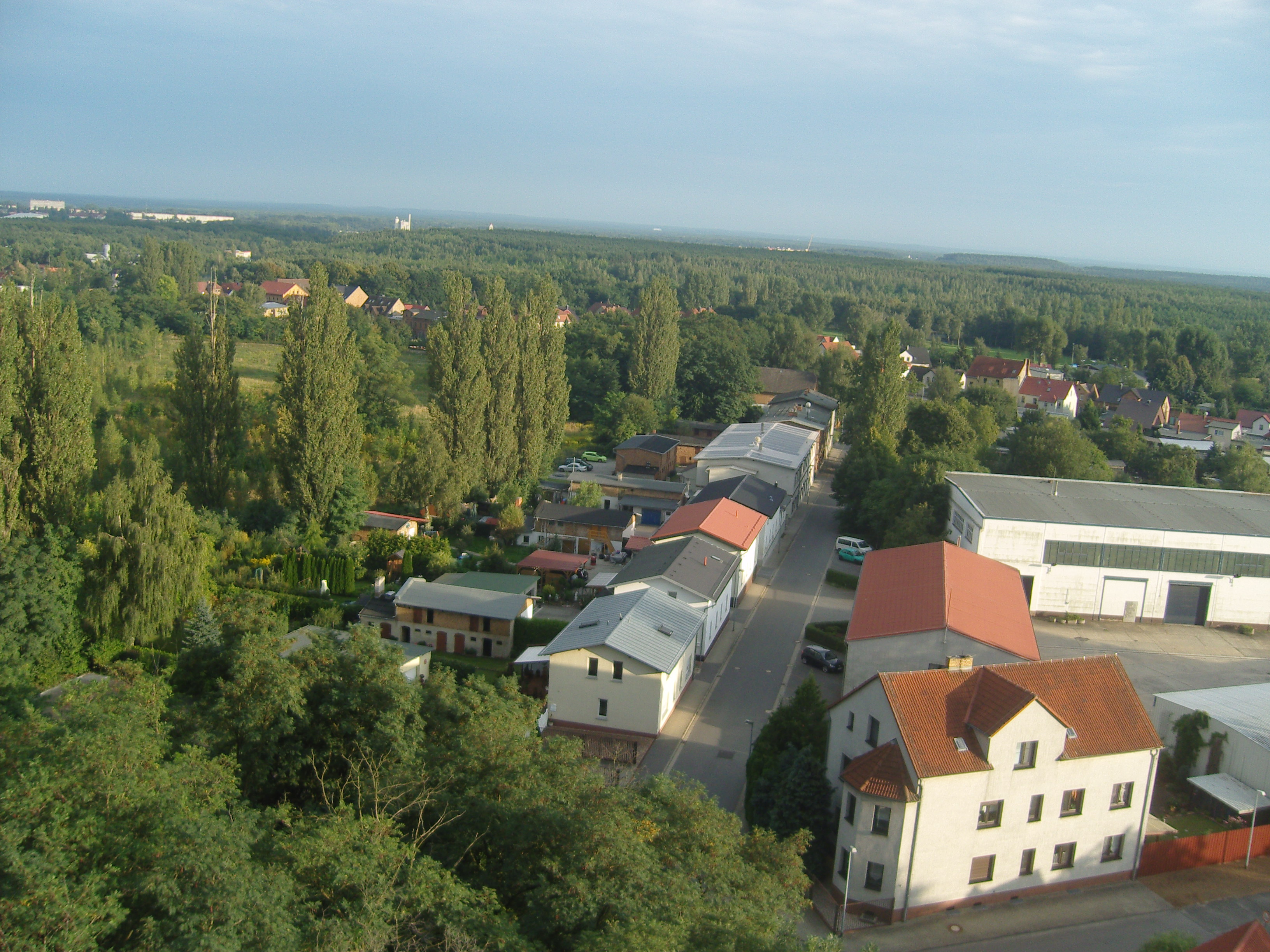
Blick vom Aussichtsturm Hörlitz auf die letzten zwei Straßenzüge der Kolonie Paradies

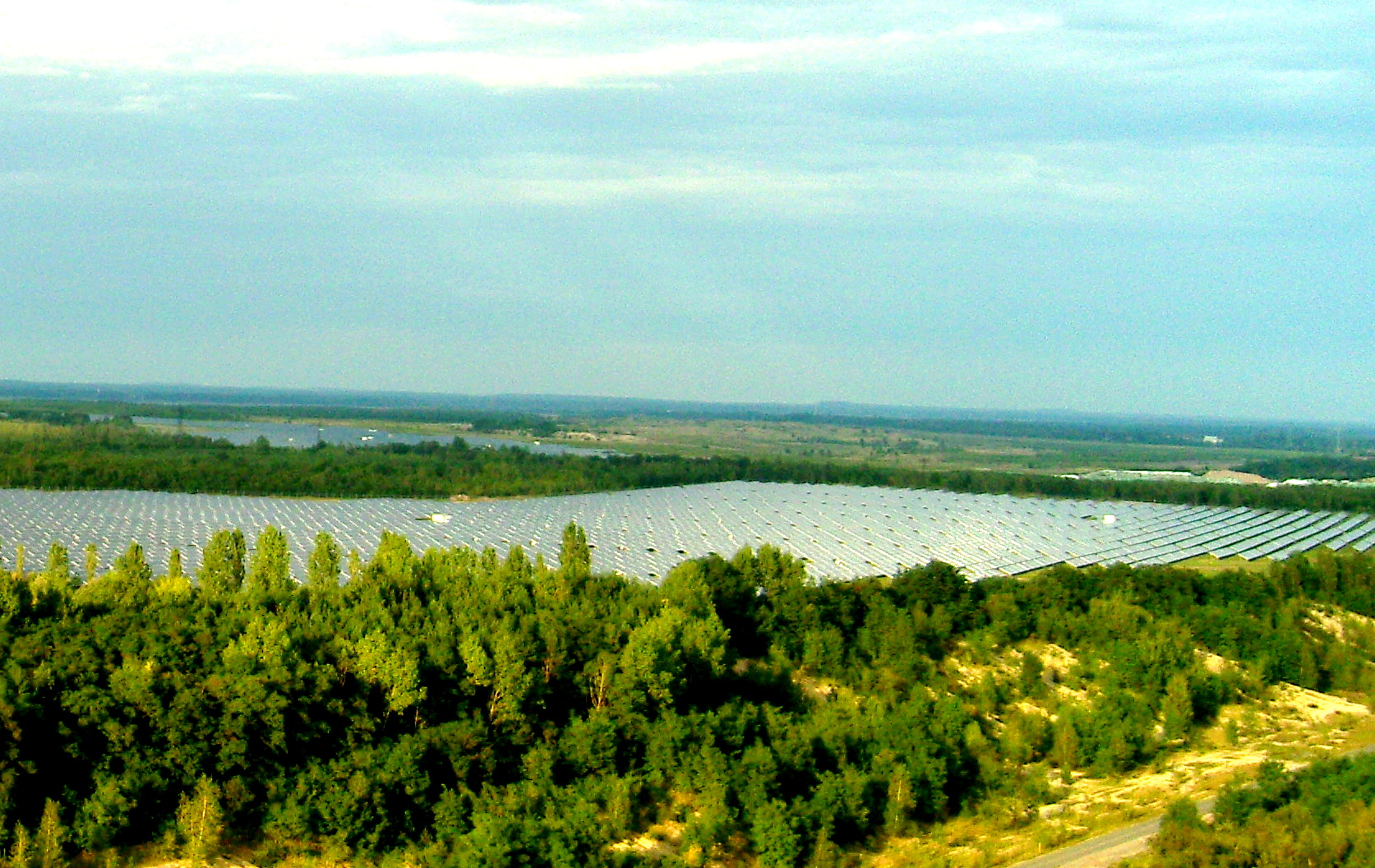
Solaranlagen beim Blick vom Aussichtsturm Hörlitz auf die einstige nordwestliche Ortslage der Kolonie Paradies

Paradies (niedersorbisch Raj) war eine Siedlung in der Niederlausitz im damaligen Calauer Kreis. Die Siedlung lag einige Kilometer nördlich vom ursprünglichen Hörlitzer Dorf, nordwestlich zur Stadt Senftenberg in den Hörlitzer Weinbergen. In den Jahren 1925 und 1926 erfolgte die Devastierung für den Tagebau Meuro. Bis 1990 gehörten die verbleibenden Straßenzüge zu Senftenberg-West, aus dem die heutige Gemeinde Hörlitz hervorging.

## Geschichte

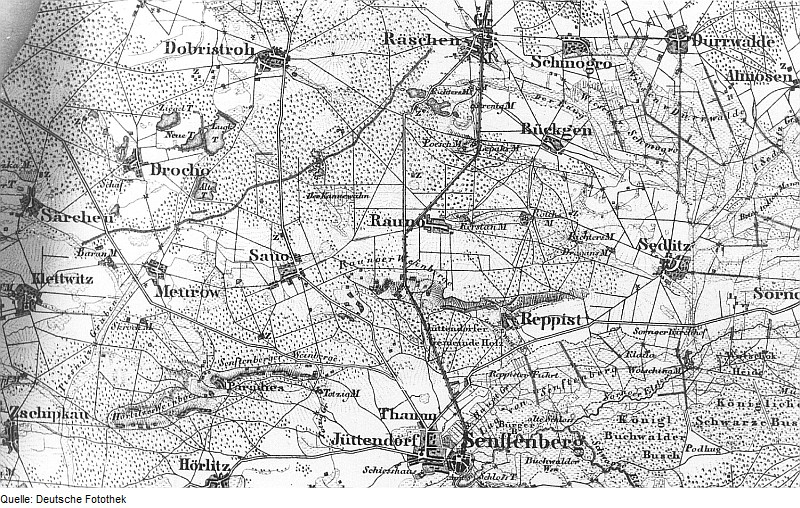
Karte der Region, 1850

Die Entstehung der Siedlung geht auf eine Weinkolonie des Schloss Senftenberg zurück. Das ursprüngliche Leben war demnach vom Weinanbau geprägt. Daneben stand die Jagd, Vieh- und Landwirtschaft, sowie Teichwirtschaft und Fischerei im Auftrag. Ebenso wie die Einwohner in Jüttendorf und Buchwalde mussten die Bewohner von Paradies ihren Dienst für die Schlossherren entrichten.
Unweit der Weinanbaugebiete lagen die Quellgebiete von Rainitza und Wolschinka.

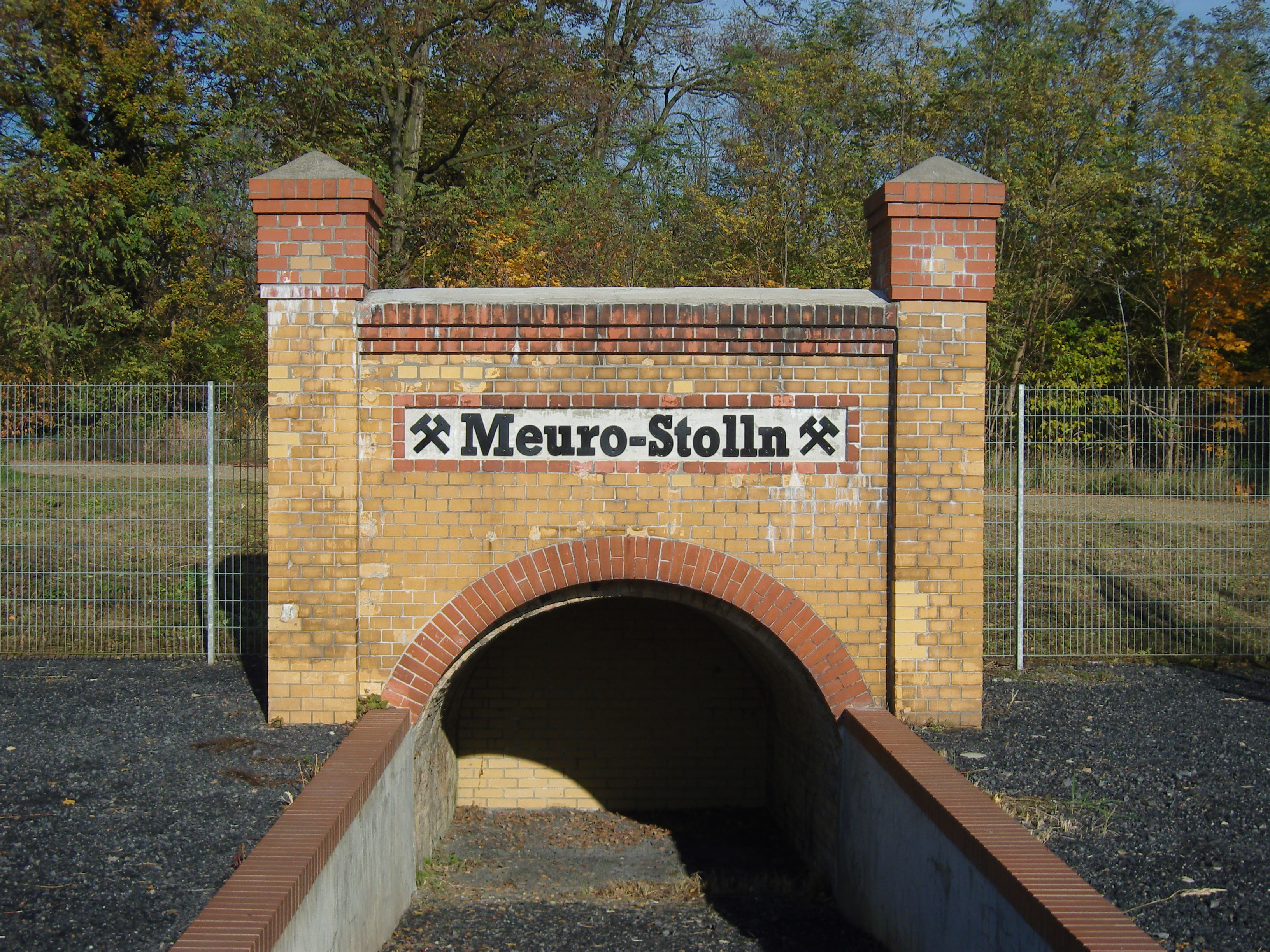
Meurostolln

Mit der Absenkung des Grundwasserspiegels durch den Braunkohlebergbau sollte in der Niederlausitz eine zentrale Wasserversorgung aufgebaut werden. Zwischen 1912 und 1914 errichtete die Niederlausitzer Wasserwerksgesellschaft m.b.H. Senftenberg einen Wasserturm auf dem Paradiesberg. Dieser wurde im April 1914 als Bismarckturm eingeweiht. Im Jahr 1965 wurde dieser Turm wieder gesprengt, da das umliegende Gelände vom Tagebau Meuro erfasst wurde. 2004 eröffnete die Amtsverwaltung Schipkau einen Aussichtsturm an fast selbiger Stelle.
In der Siedlung Paradies befanden sich unter anderem auch der Zugang des Meurostolln sowie die gleichnamige Brikettfabrik, die im Jahr 1889 in Betrieb genommen wurde und 1995 ihren Betrieb einstellte und geschlossen wurde.

## Kirchen

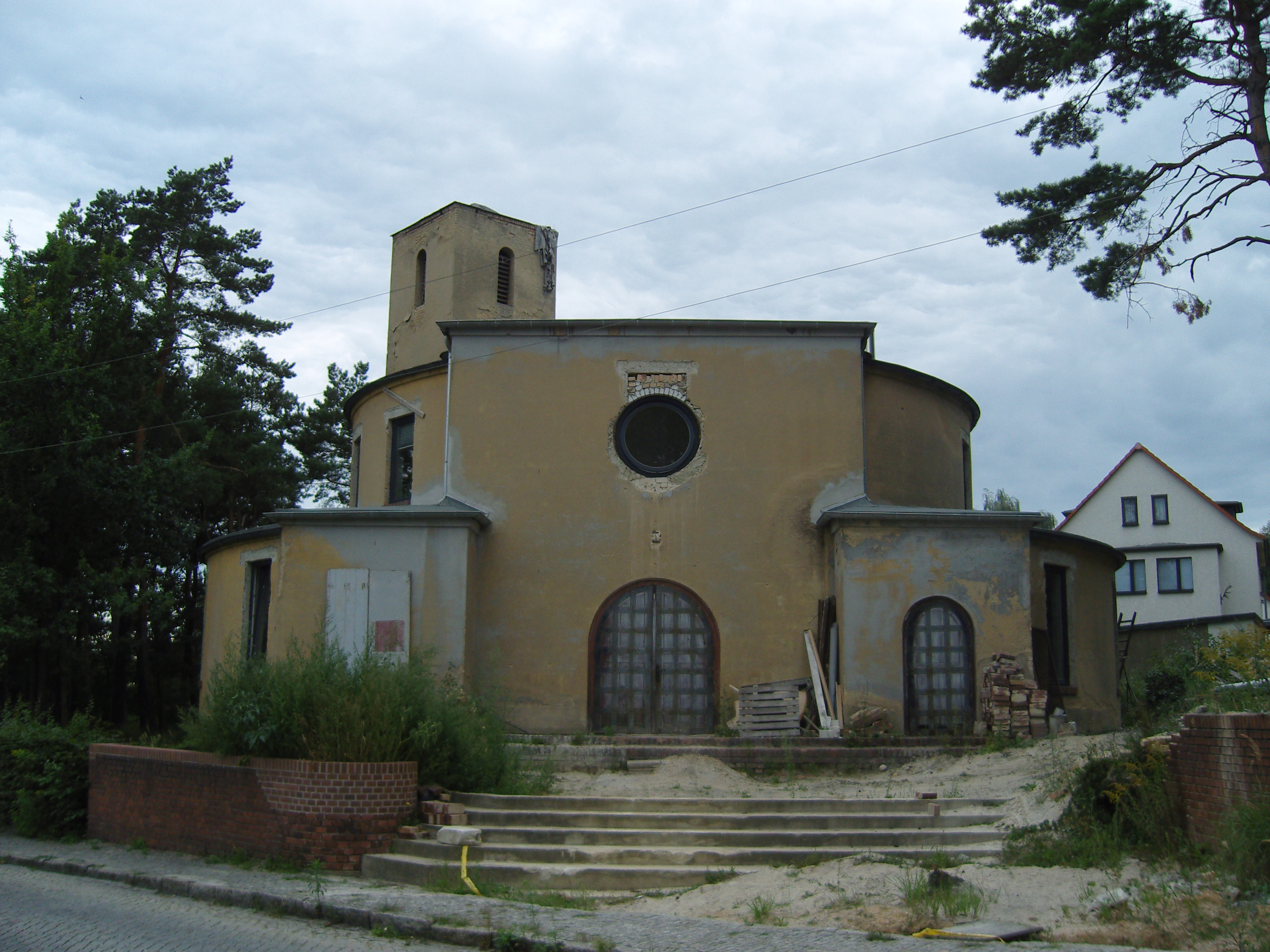
Katholische Barbarakirche
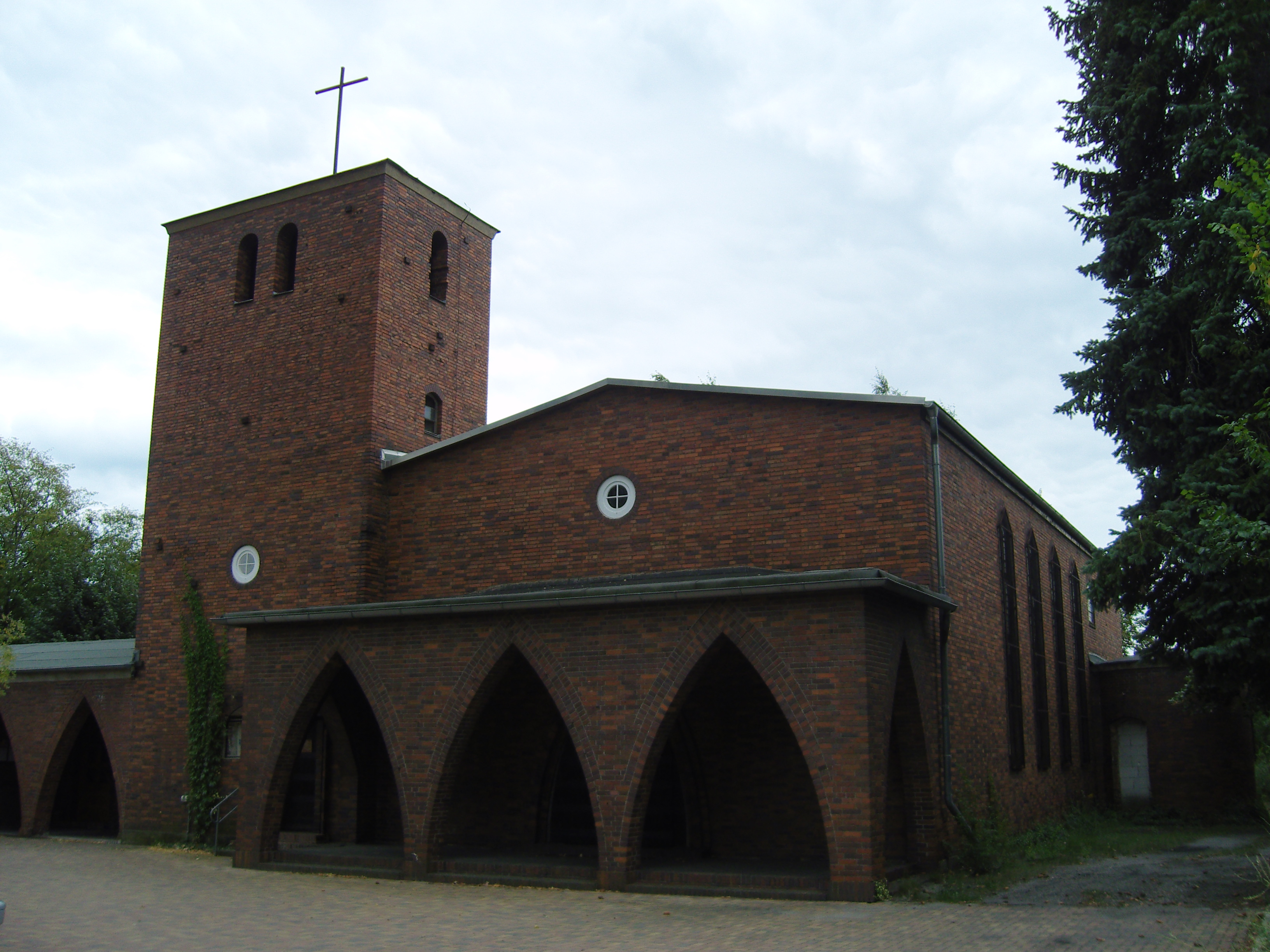
Evangelische Heilandskirche